# Ryū Fujisaki
Ryu Fujisaki (藤崎 竜, Fujisaki Ryū, nascut 10 de març del 1971) és un mangaka japonès i il·lustrador originari de Mutsu, Prefectura d'Aomori. Guanyà el 39é i el 40é Premi Tezuka. Fou el seu debut al manga professional amb WORLDS en 1990. Fujisaki és molt conegut per la seua sèrie Hoshin Engi. Altres treball seus inclouen: Psycho+, Dramatic Irony, Worlds, Sakuratetsu Taiwahen, Waq Waq, i més recentment Shiki, que està basat en una novel·la d'Ono Fuyumi.

## Treballs
- Hoshin Engi
- Tenkyugi
- Waqwaq
- Shiki